# This Song
«This Song» — песня Джорджа Харрисона с альбома Thirty Three & 1/3. Написана Харрисоном после недели, проведённой в нью-йоркском зале суда в тщетных попытках убедить судью в том, что песня «My Sweet Lord» не была плагиатом хита группы Chiffons «He's So Fine».
Выпущенная в виде сингла, «This Song» достигла 25-й позиции в американских чартах. На клавишных сыграл Билли Престон, а Эрик Айдл из «Монти Пайтон» в середине песни пропел фальцетом строчки «Could be 'Sugar Pie, Honey Bunch'», «No, sounds more like 'Rescue Me'!».
Для песни было снято юмористическое музыкальное видео, показанное 20 ноября 1976 года в передаче Saturday Night Live. Видео было пародией на судебный процесс над Харрисоном, в котором его друзья-музыканты переоделись в судей, адвокатов и др. Барабанщик Джим Келтнер сыграл роль судьи. В этом видео также снялся Ронни Вуд из Rolling Stones.